# 羽生田敏
羽生田 敏（はにゅうだ さとし、1934年 - ）は、日本の児童文学者、童話作家、児童文学作家。

## 来歴・人物
長野県更級郡更級村羽尾（現・千曲市羽尾仙石）生まれ。信州大学教育学部卒後、長野県内の小中学校で教師を務める傍ら、日本児童文学者協会員として信州児童文学会に所属し、同会発行文芸誌「とうげの旗」で童話を発表する。須坂市立日滝小学校教員、須坂市立常盤中学校長を最後に教職を退職。その後、高橋忠治の後任として黒姫童話館の館長（2代目）を務めた。現在、所属する信州児童文学会において副会長を経て会長を務めている。また八十二文化財団評議員を兼任。須坂市在住。
地域の民話の編纂に力を入れており、特に自身の出生地であり居住地ともなっている長野県北信地域の民話を研究し、まとめている。
教職中に執筆した「こがねの波」で全国教職員誌「文芸広場」年度賞を受賞。また、1986年に著書「天は小石になった」で第9回塚原健二郎文学賞を受賞。

## 著書
- 『高井の民話』全10巻（一般社団法人 信州教育出版社）
- 『住吉屋の鯉』（郷土出版社）
- 『黒姫物語』（郷土出版社）
- 『日滝の笛』（郷土出版社）
- 『とうさんの御柱』（郷土出版社）
- 『信州むかし語り ゆかいな話』（しなのき書房）
- 『天は小石になった』（信濃教育会出版部） - 第9回塚原健二郎文学賞 受賞